# Eobiana gladiella
Eobiana gladiella är en insektsart som beskrevs av Ishikawa, H. 2001. Eobiana gladiella ingår i släktet Eobiana och familjen vårtbitare. Inga underarter finns listade i Catalogue of Life.